# Endless Summer (Scooter)
Az Endless Summer a Scooter 1995-ben megjelent kislemeze, a negyedik az …And the Beat Goes On! című bemutatkozó albumukról. Ez volt a Scooter sorozatban negyedik olyan kislemeze, amelyik elérte az aranylemez státuszt. A dal a mai napig népszerű, rendszeresen előkerül koncerteken, jellemzően záró dalként.

## Számok listája
Eredeti változat
A CD-n megjelent változat és a bakelitkiadás borítója jelentős mértékben eltér. A CD-változaton sárga koncentrikus körök közepén látható egy Polaroid-stílusú kép az együttesről, a belső oldalon pedig a klipforgatáson készült fotók láthatók. Ezzel szemben a bakelitkiadáson és a későbbi internetes megjelenéseknél élénkebb sárga koncentrikus körökön látható a kislemez címe és kék hullámok.
A Radio Edit túlnyomórészt megegyezik az albumon hallható változattal, apróbb különbségekkel. A leginkább észrevehető különbség, hogy a kislemezhez újra felvették a szöveget.
Az ausztrál kiadás CD-jére felkerült a "Back In Time" című szám is. A bakeliten csak a Maxi Version és az Across The Sky hallható.
1. Endless Summer (Maxi Version) – 05:14
2. Endless Summer (Radio Edit) – 03:55
3. Across The Sky – 05:44

Endless Summer Remixes
1995. szeptember 6-án jelent meg a remixeket tartalmazó változat. Borítója a kislemezével megegyező volt, azonban sárga helyett türkizkék színeket használt. A bakelitváltozat borítója ezúttal is eltért, kék alapon a forró Napot mintázta, közepén pedig a lemez címkéjénél ki lett vágva. A Datura Instrumental Version kizárólag CD-n jelent meg.
1. Endless Summer (Datura Remix) – 4:50
2. Endless Summer (Microwave Prince Remix) – 8:54
3. Endless Summer (Spanish Version) – 5:10
4. Endless Summer (Datura Instrumental Version) – 4:50

## Más változatok
A 2002-ben megjelent 24 Carat Gold című válogatáslemezre terjedelmi okok miatt egy rövidebbre vágott változata került fel. Az ugyanebben az évben megjelent "Encore - Live and Direct" kiadványra egy kölni koncerten rögzített verzió is felkerült.
2010-ben a Live In Hamburg koncertlemezen mint záró szám hallható. Ebben a verzióban kismértékben módosították a zenei alapokat, a Maxi Versionben hallható kiállásra pedig a Hyper Hyper sorait vágták rá, a vége pedig a Move Your Ass-be torkollik. 2020-ban egy lényegében ezzel megegyező változat került fel az "I Want You To Stream" koncertalbumra.
2011-ben ez a változat annyiban módosult, hogy a "Coldwater Canyon" dallamából előbb a "Move Your Ass!" jött, és csak utána következett az Endless Summer.

## Videoklip
A dalhoz tartozó klipet Mallorcán forgatták, és a Scooter tagjai valamint bulizó közönség látható benne. Különlegességei a motorcsónakos jelenetek, illetve egy olyan jelenet, ahol a frontember H.P. Baxxtert hevederek segítségével félig kilógattak egy kisrepülőből és így vették fel a szövegeit.

## Közreműködtek
- H.P. Baxxter (szöveg)
- Rick J. Jordan, Ferris Bueller (zene)
- Jens Thele (producer)
- Marc Schilkowski (borítóterv)
- Ciro Pagano, Stefano Mazzavillani (Datura)
- Lady Satellite (női vokál a Datura Remixben)
- Steffen Müller-Gärtner (Microwave Prince)
- Mate (spanyol szöveg)